# Зоя Космодемянская
Зояа Анаттолиевна Космодемянская (на руски: Зо́я Анато́льевна Космодемья́нская) е съветска партизанка, саботьорка, разузнавачка червеноармейка, герой на Съветския съюз, загинала на 18 години, докато извършва саботаж срещу настъпващата германска армия. Името ѝ е превърнато от съветската пропаганда в символ на героизъм по време на Втората световна война и вдъхновява много бойци на фронта. Образът ѝ е отразен в художествената литература, скулптурата, живописта, кинематографията и публицистиката.
Германците оставят тялото на Зоя да виси на бесилото няколко седмици. Едната ѝ гърда е отрязана от пиян германец близо до Бъдни вечер, а тялото ѝ е осквернено от германци или колаборационисти.
Образът на Зоя Космодемянская като такъв на героиня в СССР започна да се създава от статията на Петър Лидов във вестник „Правда“ от 27 януари 1942 година под заглавие „Таня“. Авторът твърди, че случайно е научил за обесването на девойката от разказа на възрастен селянин, свидетел на събитията и потресен от нейното мъжество, който бил разказал, че тя била произнасяла реч, когато са слагали примката на врата ѝ. Скоро след това нейната личност е установена, с нова статия на Лидов, озаглавена „Коя е Таня“ от 18 февруари същата година. Още на 16 февруари е подписан указ, с който на Зоя Космодемянская се дава званието Герой на Съветския съюз.
В брой 43 на вестник „Аргументи и Факти“ от 1991 година, в рубриката „Обратна връзка“ под заглавие „Зоя Космодемянская: Героиня или символ?“ са публикувани мнения на читатели по повод ревизията на украинският писател Александър Жовтис „Уточнения на каноническата версия“, където той подлага на съмнение официалната версия и заявява, че е скрита истината за Зоя, която страда от шизофрения. Според него тя е боледувала още от 1939 година и неедократно е постъпвала в детското отделение на психиатричната болница. Веднага след войната всички медицински експертизи и документи са били иззети от болницата. Макар че съществуват данни предимно от свидетели, че Зоя страда от нервно заболяване основно поради това, че е неразбрана от съучениците си, специалистите се отнасят скептично към диагнозата за шизофрения.
Дядото на Зоя е бил свещеник в църквата на родното ѝ село, арестуван през нощта на 27 август 1918 под претекст, че уж бил укривал противници на Червения терор, измъчван и удавен в Сосулинското езеро, като трупа му е открит едва през пролетта на следващата година, след което е погребан до църквата, закрита от комунистите, а през 1929 семейството ѝ е заточено в Сибир заради отхвърляне на колективизацията.

## Легенда „В плен не брать“
Още през 1942 г. се появяват сведения за легализираното отмъщение – предполагаемата заповед на Сталин да не се взимат пленници от 332-ри полк на 197-а пехотна дивизия на Вермахта, извършила екзекуцията. Дивизията е унищожена през есента на 1943 г. в битките край Смоленск. Легендата е толкова устойчива, че дори се споменава в съветския филм на Юрий Озеров „Битката за Москва“.